# Малый Чабис
Малый Чабис (устар. Малый Чабес) — река в России, протекает в Гайнском районе Пермского края. Устье реки находится в 184 км по правому берегу реки Весляны. Длина реки составляет 16 км.
Исток реки в лесах неподалёку от границы с Республикой Коми в 7 км к юго-западу от посёлка Чабис. Генеральное направление течения — юго-восток, всё течение проходит по ненаселённому лесному массиву. Впадает в Весляну в 5 км к северо-западу от посёлка Керос (Усть-Черновское сельское поселение).

## Данные водного реестра
По данным государственного водного реестра России относится к Камскому бассейновому округу, водохозяйственный участок реки — Кама от истока до водомерного поста у села Бондюг, речной подбассейн реки — бассейны притоков Камы до впадения Белой. Речной бассейн реки — Кама.
Код объекта в государственном водном реестре — 10010100112111100001518.